# Cañada del Venero
Cañada del Venero este o arie protejată (arie specială de conservare — SAC, sit de importanță comunitară — SCI) din Spania întinsă pe o suprafață de 2.295,02 ha, integral pe uscat.

## Localizare
Centrul sitului Cañada del Venero este situat la coordonatele 39°55′52″N 5°25′44″W / 39.931111°N 5.428889°V.

## Înființare
Situl Cañada del Venero a fost declarat sit de importanță comunitară în decembrie 2000 pentru a proteja 2 specii de plante și 12 specii de animale. Situl a fost protejat și ca arie specială de conservare în mai 2015.

## Biodiversitate
Situată în ecoregiunea mediteraneană, aria protejată conține 8 habitate naturale: Galerii de Salix alba și de Populus alba, Pseudostepă cu ierburi și specii anuale de Thero-Brachypodietea, Iazuri temporare mediteraneene, Tufărișuri termo-mediteraneene și de pre-deșert, Păduri de Quercus ilex și Quercus rotundifolia, Dehesas cu Quercus spp. perene, Pajiști cu Molinia pe soluri calcaroase, turboase sau argilos-nămoloase (Molinion caeruleae), Ape puternic oligomezotrofe cu vegetație bentonică cu Chara spp..
La baza desemnării sitului se află mai multe specii protejate:
- plante (2): Narcissus fernandesii, Narcissus jonquilla subsp. fernandesii
- păsări (10): fluierar de munte (Actitis hypoleucos), ciocârlie-de-câmp (Alauda arvensis), fâsă-de-câmp (Anthus campestris), stârc cenușiu (Ardea cinerea), ciocârlie-cu-degete-scurte (Calandrella brachydactyla), Galerida theklae, ciocârlie de pădure (Lullula arborea), ciocârlie de bărăgan (Melanocorypha calandra), prigoare (Merops apiaster), silvie de tufiș (Sylvia undata)
- pești (1): Pseudochondrostoma polylepis
- reptile (1): Mauremys leprosa

Pe lângă speciile protejate, pe teritoriul sitului au mai fost identificate 3 specii de amfibieni, 6 specii de reptile.